# Фошня (Брасовский район)
Фошня (в старину — Хвошня) — деревня в Брасовском районе Брянской области, в составе Столбовского сельского поселения. 
 Расположена в 7 км к востоку от села Глоднево, в 4 км к югу от села Веребск. Население — 10 человек (2010).

## История
Упоминается с первой половины XVII века в составе Глодневского стана Комарицкой волости; до 1778 года в Севском уезде, в 1778—1782 гг. в Луганском уезде.
С 1782 по 1928 гг. — в Дмитровском уезде Орловской губернии (с 1861 — в составе Веребской волости, с 1923 в Глодневской волости).
В XIX веке — владение Кушелевых-Безбородко; входила в приход села Глоднева.
В 1897 году была открыта церковно-приходская школа.
С 1929 года — в Брасовском районе. С 1930-х гг. до 2005 года входила в состав Городищенского (2-го) сельсовета.

## Население
| Годы      | 1858 | 1866 | 1893 | 1920 | 1926 | 1979 | 1989 | 2002 | 2010 |
| --------- | ---- | ---- | ---- | ---- | ---- | ---- | ---- | ---- | ---- |
| Население | 472  | 541  | 775  | 763  | 748  | 141  | 61   | 20   | 10   |